# هرمنوتیک زیست‌محیطی
هرمنوتیک زیست‌محیطی یا تفسیر زیست‌محیطی (به انگلیسی: Environmental hermeneutics)، اصطلاحی است برای طیف گسترده‌ای از پژوهش‌ها که فنون و منابع حوزه فلسفی هرمنوتیک را برای مسائل زیست‌محیطی به کار می‌رود. به این معنا که به مسائل تفسیری می‌پردازد که به طبیعت و مسائل زیست‌محیطی پیوند دارند که به‌طور کلی شامل بیابان، اکوسیستم‌ها، چشم‌اندازها، بوم‌شناسی، محیط ساخته‌شده (معماری)، زندگی، تجسم و موارد دیگر می‌شود. کار در فلسفه محیطی، بوم‌نقادی، خداشناسی زیست‌محیطی، بوم‌خداشناسی و رشته‌های مشابه ممکن است در زمینه هرمنوتیک زیست‌محیطی همپوشانی داشته باشد.